# Kosmologie des Mittelalters

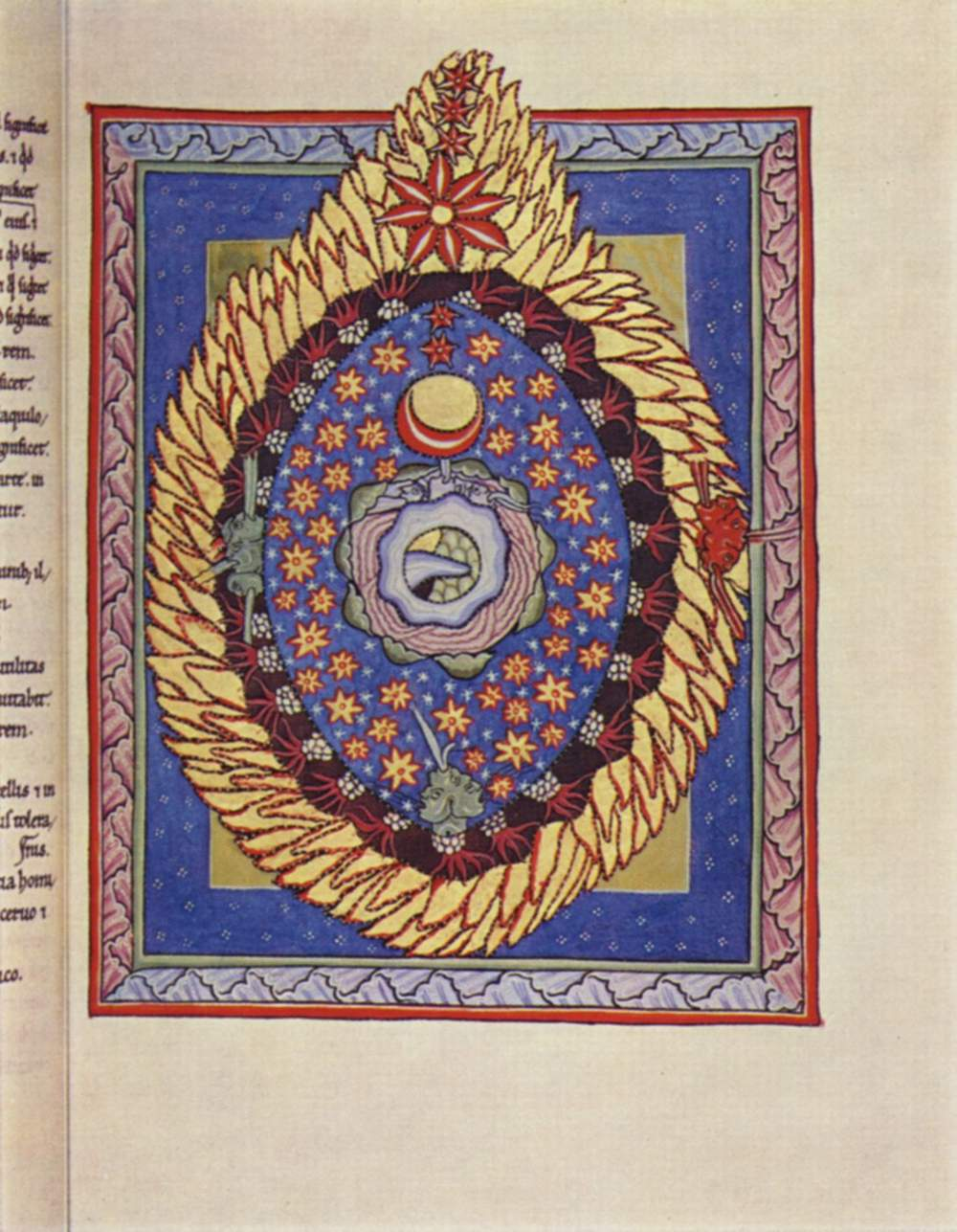
Eine mystische Vision des Weltalls mit der Erde im Mittelpunkt. Hildegardis-Codex um 1165.

Die Kosmologie des Mittelalters ist ein Bild der Welt und ihres Aufbaus. Die Grundlagen waren aus der Antike, insbesondere den Werken von Platon, später auch Aristoteles und Ptolemäus übernommen und blieben bis zum Ende des Mittelalters im Wesentlichen unverändert. In dieser Kosmologie stand die Erdkugel (nicht etwa eine flache Erde) unbeweglich im Mittelpunkt des Kosmos. Um die Erde und die drei darauf folgenden sublunaren Sphären der Elemente waren die Himmelssphären angeordnet, die die Planeten trugen, bis hin zur äußersten, nicht mehr sichtbaren Sphäre, in der der Sitz Gottes angenommen wurde.
Der mittelalterliche Kosmos war prinzipiell geteilt zwischen der sublunaren Welt und den darüberliegenden Himmelssphären. Die Himmelssphären wurden bis auf ihre Bewegungen als vollkommen und unveränderlich verstanden. Wandel, Fehler, Imperfektion und Ähnliches waren dagegen auf die sublunare Welt beschränkt, die ihrerseits aus vier Elementsphären aufgebaut war. Die Erde selbst wurde nach dem Modell des Krates von Mallos in vier Bereiche aufgeteilt, wovon nur einer, die Ökumene, als besiedelt angenommen wurde. Europa, Afrika und Asien waren Teil des ökumenischen Großkontinents.
Die kratetische Geographie wurde ab dem 15. Jahrhundert durch die Erkenntnisse der portugiesischen Seefahrer, die Entdeckungen eines weiteren Kontinents durch Kolumbus und die Weltumsegelung durch Magellan zunehmend in Frage gestellt und schließlich endgültig umgestoßen. Der Erste, der Zweifel an der Begrenztheit der Himmelssphären öffentlich machte, war Giordano Bruno am Ende des 16. Jahrhunderts, der die Sonne als Stern unter vielen und die Fixsterne als Sonnen mit ihrerseits bewohnten Welten begriff, wohingegen beispielsweise sein Zeitgenosse Johannes Kepler noch von der prinzipiellen Richtigkeit des sphärischen Weltbildes überzeugt war. Das mittelalterliche Bild des Kosmos hat noch weit über seine Zeit hinaus gewirkt, etwa indem Astronomie noch bis ins späte 19. Jahrhundert wesentlich als Lehre von der Geometrie und Kinematik des Weltalls verstanden wurde. Dies drückt sich auch in der Benennung der sphärischen Astronomie aus. Die Beschäftigung mit der Physik der Himmelskörper wurde von konservativen Astronomen noch um 1900 als weit weniger wichtig erachtet.

## Die himmlischen Sphären

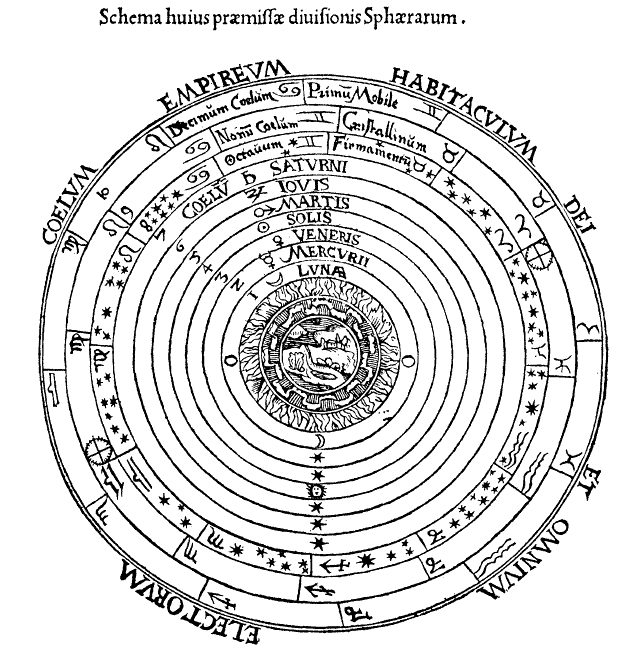
Himmelssphären nach Sacrobosco, aus Peter Apian, Cosmographia, 1539

## Die sublunaren Sphären

Weltbild des Krates von Mallos

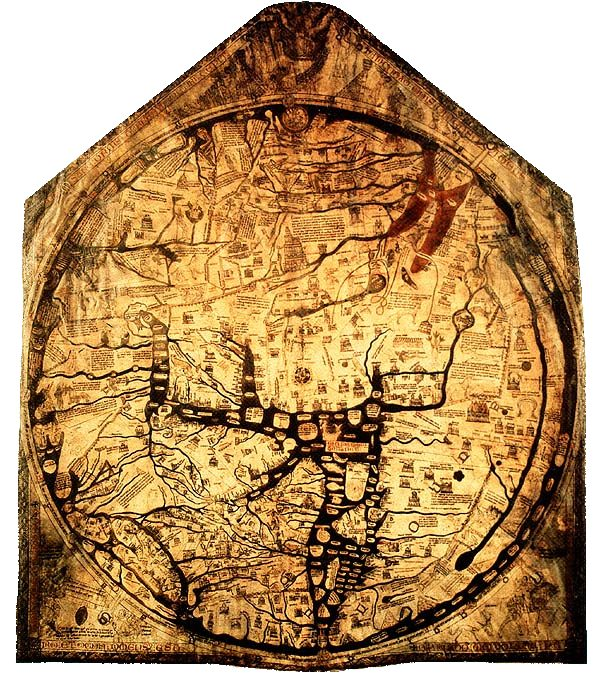
Hereford-Karte der Ökumene, um 1300

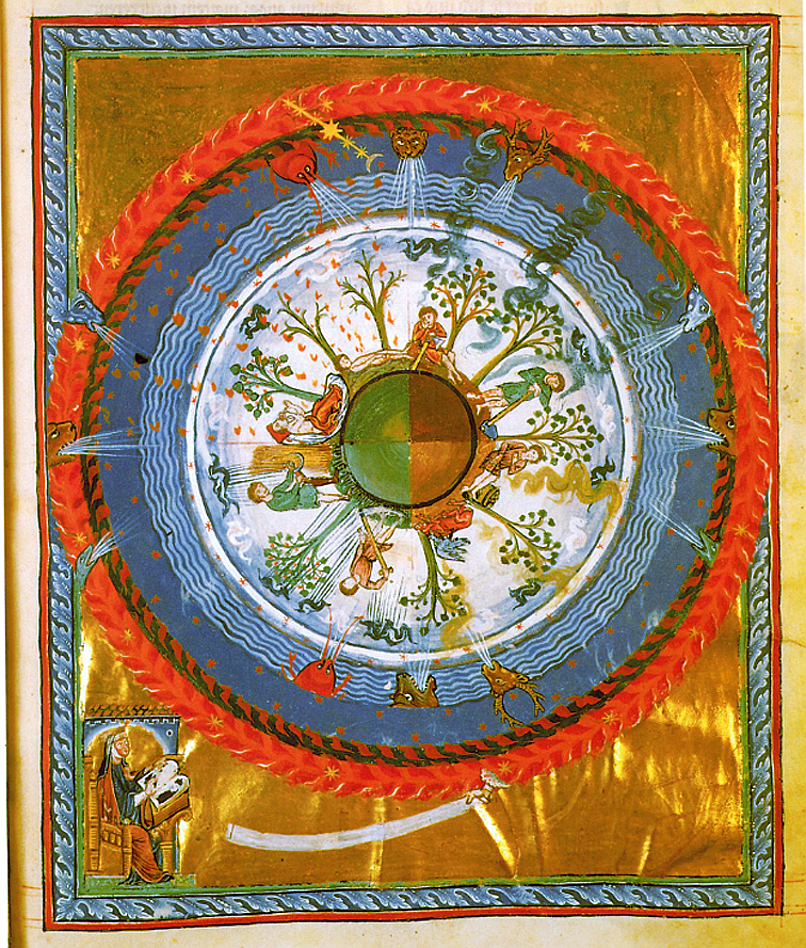
Sphärische Erde (Hildegard von Bingen: 'Werk Gottes', Codex Latinus 1942, 12. Jahrhundert)